# Gran Premio Memorial Duque de Toledo
El Gran Premio Memorial Duque de Toledo es uno de los grandes premios que se disputa desde 1941 en el Hipódromo de la Zarzuela de Madrid, durante la temporada de otoño, a principios del mes de octubre. La carrera está destinada a caballos y yeguas de tres años en adelante sobre una distancia de 2400 metros.

## Palmarés[1][2][3]
| Gran Premio Memorial Duque de Toledo |                                                             |                                                             |                                                             |                                                             |                                                             |
| 2024                                 | SIRJAN (GER)                                                | Silvestre de Sousa                                          | Aleksandre Tsereteli                                        | Cuadra Cum Laude Racing S.C.                                | 2400m                                                       |
| 2023                                 | WAR OF DANCE (IRE)                                          | Jaime Gelabert                                              | Guillermo Arizcorreta                                       | Cuadra Peques                                               | 2400m                                                       |
| 2022                                 | THE GAME (FR)                                               | José Luis Borrego                                           | Patrik Olave                                                | Cuadra Cielo de Madrid                                      | 2400m                                                       |
| 2021                                 | CHEVALIER CATHARE (FR)                                      | Diego Sarabia                                               | Enrique León                                                | Cuadra Río Cubas                                            | 2400m                                                       |
| 2020                                 | TARANTELA (FR)                                              | José Luis Martínez                                          | Guillermo Arizcorreta                                       | Yeguada AGF                                                 | 2400m                                                       |
| 2019                                 | CNICHT (FR)                                                 | Thomas Henderson                                            | David Henderson                                             | Cuadra Nicholas Hughes                                      | 2400m                                                       |
| 2018                                 | HIPODAMO DE MILETO (FR)                                     | Clément Cadel                                               | José Calderón                                               | Cuadra Nanina                                               | 2400m                                                       |
| 2017                                 | TUVALU (GB)                                                 | Óscar Ortiz de Urbina                                       | Ioannes Osorio                                              | Cuadra Santa Bárbara                                        | 2400m                                                       |
| 2016                                 | AGAIN CHARLIE (FR)                                          | Gregory Benoist                                             | Christian Delcher                                           | Cuadra Bloke                                                | 2400m                                                       |
| 2015                                 | METRAMO (FR)                                                | Franck Blondel                                              | Yan Durepaire                                               | Cuadra Vincenzo Gallizzi                                    | 2400m                                                       |
| 2014                                 | ARKAITZ (SPA)                                               | José Luis Martínez                                          | Francisco Rodríguez                                         | Cuadra Di Benisichi                                         | 2400m                                                       |
| 2013                                 | ABDEL (SPA)                                                 | Václav Janáček                                              | Ioannes Osorio                                              | Cuadra Duque de Alburquerque                                | 2400m                                                       |
| 2012                                 | CASACA (GB)                                                 | Jeremy Crocquevieille                                       | Ioannes Osorio                                              | Cuadra África                                               | 2400m                                                       |
| 2011                                 | AYANZ (GB)                                                  | Václav Janáček                                              | Guillermo Arizcorreta                                       | Cuadra Quinto Real                                          | 2400m                                                       |
| 2010                                 | KARLUV MOST (FR)                                            | Jeremy Crocquevieille                                       | Juan Luis Maroto                                            | Cuadra Cholaica                                             | 2400m                                                       |
| 2009                                 | YOU OR NO ONE (IRE)                                         | Jean Baptiste Hamel                                         | Bárbara Valentí                                             | Cuadra Tres y Medio                                         | 2400m                                                       |
| 2008                                 | BLUE RIDGE VIEW (FR)                                        | Eddy Delbarba                                               | Christian Delcher                                           | Cuadra Edu                                                  | 2400m                                                       |
| 2007                                 | YOUNG TIGER (FR)                                            | Jean-Bernard Eyquem                                         | François Rohaut                                             | Cuadra Javier Gispert                                       | 2400m                                                       |
| 2006                                 | JADE (PER)                                                  | Juan Ignacio Escario                                        | Ioannes Osorio                                              | Cuadra Juan Ignacio Escario                                 | 2400m                                                       |
| 2005                                 | YOUNG TIGER (FR)                                            | Jean-Bernard Eyquem                                         | François Rohaut                                             | Cuadra Javier Gispert                                       | 2400m                                                       |
| 2004 - 1997                          | No se disputó debido al cierre del Hipódromo de la Zarzuela | No se disputó debido al cierre del Hipódromo de la Zarzuela | No se disputó debido al cierre del Hipódromo de la Zarzuela | No se disputó debido al cierre del Hipódromo de la Zarzuela | No se disputó debido al cierre del Hipódromo de la Zarzuela |
| 1996                                 | MONGOL WARRIOR (USA)                                        | D. Harrison                                                 | Lord Huntingdon                                             | Cuadra H. de Kwiatkowski                                    | 2400m                                                       |
| 1995                                 | PARTIPRAL (USA)                                             | Santiago Calle                                              | E. Lellouche                                                | Cuadra Marqués de Miraflores de San Antonio                 | 2400m                                                       |
| 1994                                 | PARTIPRAL (USA)                                             | Santiago Calle                                              | Mauricio Delcher Poulies                                    | Cuadra Marqués de Miraflores de San Antonio                 | 2400m                                                       |
| 1993                                 | VERT AMANDE (FR)                                            | Olivier Peslier                                             | E. Lellouche                                                | Yeguada El Espinar                                          | 2400m                                                       |
| 1992                                 | ISTMO BLANCO (SPA)                                          | Richard Hills                                               | Enrique Bedouret                                            | Cuadra Alborada                                             | 2400m                                                       |
| 1991                                 | ONE TO TWO (FR)                                             | Gerard Chirurgien                                           | Ángel Imaz Beloqui                                          | Cuadra Ventorrillo                                          | 2400m                                                       |
| 1990                                 | CICLON (SPA)                                                | Gerard Chirurgien                                           | Ángel Imaz Beloqui                                          | Cuadra Ventorrillo                                          | 2400m                                                       |
| 1989                                 | CANALETTO (SPA)                                             | Florentino González                                         | J. Cisternas                                                | Cuadra Puerto Rico                                          | 2400m                                                       |
| 1988                                 | VICHISKY (GB)                                               | Ceferino Carrasco                                           | Miguel Alonso Gómez                                         | Cuadra Marquesa de Santa Cruz de Paniagua                   | 2400m                                                       |
| 1987                                 | CASUALIDAD (IRE)                                            | Claudio Carudel                                             | Claudio Carudel                                             | Cuadra Rosales                                              | 2400m                                                       |
| 1986                                 | CASUALIDAD (IRE)                                            | Claudio Carudel                                             | Claudio Carudel                                             | Cuadra Rosales                                              | 2400m                                                       |
| 1985                                 | INDIAN PRINCE (FR)                                          | T. Ives                                                     | Julio César Martínez                                        | Cuadra Arabian                                              | 2400m                                                       |
| 1984                                 | HIGINIO (SPA)                                               | Walter Swinburn                                             | Miguel Alonso Gómez                                         | Cuadra Pando                                                | 2400m                                                       |
| 1983                                 | LA PISTA (SPA)                                              | Ceferino Carrasco                                           | Juan Campos                                                 | Cuadra Duque de Alburquerque                                | 2400m                                                       |
| 1982                                 | NIMBO (SPA)                                                 | Cristóbal Medina                                            | Julio César Martínez                                        | Cuadra Mendoza                                              | 2400m                                                       |
| 1981                                 | COLOSO (GB)                                                 | José Carlos Fernández Rodríguez                             | Luis Maroto                                                 | Cuadra Levante                                              | 2400m                                                       |
| 1980                                 | HUARALINO (IRE)                                             | Claudio Carudel                                             | Fulgencio de Diego                                          | Cuadra Rosales                                              | 2400m                                                       |
| 1979                                 | ARROW (GB)                                                  | Mariano Hernández                                           | Juan Campos                                                 | Cuadra Salinas                                              | 2500m                                                       |
| 1978                                 | EL SEÑOR (IRE)                                              | Román Martín Sánchez                                        | Ángel Penna Jr.                                             | Cuadra Mendoza                                              | 2500m                                                       |
| 1977                                 | REVIRADO (SPA)                                              | Ceferino Carrasco                                           | Gualberto Pérez                                             | Cuadra Dos Estrellas                                        | 2500m                                                       |
| 1976                                 | RHEFFISSIMO (FR)                                            | Román Martín Sánchez                                        | Jesús Méndez                                                | Cuadra Conde de Villapadierna                               | 2500m                                                       |
| 1975                                 | SEIS DOBLE (SPA)                                            | Paulino García                                              | Juan Rosell                                                 | Cuadra Dominó                                               | 2500m                                                       |
| 1974                                 | CHACAL (IRE)                                                | Claudio Carudel                                             | Fulgencio de Diego                                          | Cuadra Rosales                                              | 2500m                                                       |
| 1973                                 | GEISHA (FR)                                                 | Paulino García                                              | Mauricio Delcher Poulies                                    | Cuadra Nancy H. de Biddle                                   | 2500m                                                       |
| 1972                                 | STANIA (FR)                                                 | A. Lequeux                                                  | E. Chevalier du Fau                                         | Cuadra Sra. de Pierre Ribes                                 | 2500m                                                       |
| 1971                                 | TRAVERTINE (FR)                                             | Román Martín Sánchez                                        | Francisco Galdeano Torres                                   | Yeguada Arnús                                               | 2500m                                                       |
| 1970                                 | ARAY (SPA)                                                  | Román Martín Sánchez                                        | Jesús Méndez                                                | Yeguada Ipintza                                             | 2500m                                                       |
| 1969                                 | ARAY (SPA)                                                  | Román Martín Sánchez                                        | Jesús Méndez                                                | Yeguada Ipintza                                             | 2500m                                                       |
| 1968                                 | FARNESIO (SPA)                                              | Cristóbal Medina                                            | Fernando Sanz                                               | Yeguada Militar                                             | 2500m                                                       |
| 1967                                 | MASPALOMAS (SPA)                                            | Ceferino Carrasco                                           | Juan Luis Barreiro                                          | Cuadra Marqués de la Florida                                | 2500m                                                       |
| 1966                                 | NAVALCAN (SPA)                                              | Ceferino Carrasco                                           | Francisco Galdeano Torres                                   | Yeguada Arnús                                               | 2500m                                                       |
| 1965                                 | BUD (SPA)                                                   | Adolfo Barderas                                             | Álvaro Díez                                                 | Cuadra Dos Estrellas                                        | 2500m                                                       |
| 1964                                 | FRISCO (SPA)                                                | José Antonio Borrego                                        | Francisco Cadenas                                           | Cuadra Cadenillas                                           | 2500m                                                       |
| 1963                                 | BUD (SPA)                                                   | Simón Figueroa                                              | Álvaro Díez                                                 | Cuadra Dos Estrellas                                        | 2500m                                                       |
| 1962                                 | NERTAL (SPA)                                                | Claudio Carudel                                             | Jesús Méndez                                                | Cuadra Ramón Beamonte                                       | 2500m                                                       |
| 1961                                 | FOLIE (SPA)                                                 | Claudio Carudel                                             | Jesús Méndez                                                | Cuadra Ramón Beamonte                                       | 2500m                                                       |
| 1960                                 | ARGA (SPA)                                                  | André Fernand Laurent Michel                                | Vicente Díez                                                | Cuadra Juan Galobart                                        | 2500m                                                       |
| 1959                                 | DYUR (SPA)                                                  | José Perelli                                                | Jesús Méndez                                                | Cuadra Ramón Beamonte                                       | 2500m                                                       |
| 1958                                 | DYUR (SPA)                                                  | José Perelli                                                | Jesús Méndez                                                | Cuadra Ramón Beamonte                                       | 2500m                                                       |
| 1957                                 | ABE DE FUEGO (FR)                                           | Claudio Carudel                                             | Vicente Díez                                                | Cuadra José Gandarias                                       | 2500m                                                       |
| 1956                                 | CHIPIRON (SPA)                                              | Álvaro Díez                                                 | Vicente Díez                                                | Cuadra Duquesa de Valencia                                  | 2700m                                                       |
| 1955                                 | RIFA (FR)                                                   | Antonio Balcones                                            | Juan Luis Barreiro                                          | Cuadra Andrés Covarrubias                                   | 2700m                                                       |
| 1954                                 | COLLEEN (GB)                                                | Álvaro Díez                                                 | Vicente Díez                                                | Cuadra Satrustegui-Padilla                                  | 2700m                                                       |
| 1953                                 | CALESA (SPA)                                                | Ponciano Polo                                               | Juan Luis Barreiro                                          | Cuadra Arnus-Gamazo                                         | 2700m                                                       |
| 1952                                 | TARSIS (SPA)                                                | Donato Hilario                                              | Francisco Cadenas                                           | Cuadra Tomas de Ybarra                                      | 2700m                                                       |
| 1951                                 | GREY EAGLE (SPA)                                            | Pedro Hernández                                             | Emilio Ceca                                                 | Cuadra Christiane Mansanrd y Paloma Estevas                 | 2700m                                                       |
| 1950                                 | ADANA II (FR)                                               | Marcos Carrasco                                             | Francisco Cadenas                                           | Cuadra Tomas de Ybarra                                      | 2700m                                                       |
| 1949                                 | GAZTELUPE (IRE)                                             | Carlos Díez                                                 | Georges Higson                                              | Cuadra Santa Coloma-Guaqui                                  | 2700m                                                       |
| 1948                                 | TOP FLITE (IRE)                                             | Juan Manuel Méndez                                          | J. de Olivares                                              | Cuadra Marqués de Murrieta                                  | 2700m                                                       |
| 1947                                 | QUIMERA (GB)                                                | Vicente Chavarrías Pérez                                    | Santiago Gallego                                            | Cuadra Andrés Covarrubias                                   | 2700m                                                       |
| 1946                                 | FALUCHO (SPA)                                               | Victoriano Jiménez                                          | Emilio López de Letona                                      | Yeguada Militar                                             | 2700m                                                       |
| 1945                                 | MALLORCA (IRE)                                              | Enrique Romera Sanz                                         | Francisco Cadenas                                           | Duquesa de Valencia                                         | 2700m                                                       |
| 1944                                 | BOBATI (GB)                                                 | Carlos Díez                                                 | Francisco Cadenas                                           | Yeguada San Jorge                                           | 2700m                                                       |
| 1943                                 | MERIN D'OR (FR)                                             | Carlos Díez                                                 | Francisco Cadenas                                           | Yeguada San Jorge                                           | 2700m                                                       |
| 1942                                 | CUIR DE RUSSIE (FR)                                         | Tomas Domingo                                               | A. Somalo                                                   | Cuadra Escuela de Aplicación de Caballería                  | 2700m                                                       |
| 1941                                 | L'ASTREE (FR)                                               | Vicente Chavarrías Pérez                                    | Felipe Sánchez Llanos                                       | Cuadra Louis Barnier                                        | 2700m                                                       |